# Nagymadarász
Nagymadarász (románul: Mădăras, németül: Madras) falu Romániában, Szatmár megyében.

## Fekvése
Szatmár megyében, Szatmárnémetitől délre, a Bükk alatt, Erdőd északnyugati szomszédjában fekvő település.

## Története
A település a Móré család ősi birtoka volt, s az övék volt még a 16. század végén is. 1549-ben Móré János birtoka volt, aki Balassa Menyhérttel együtt rabolta és zsákmányolta a bányavárosokat, egészen addig, míg gróf Salm Miklós el nem fogta őket. 1588-ban Rudolf király Révay Istvánnak és feleségének, Dersy Margitnak adományozta.
1616-ban Nagyluchei Dóczy Andrásnak 6000 forintért zálogosította el Révay Erzsébet, Petróczy Mártonné. 1616 után, az évszázad hátralevő részében a Szatmári várhoz tartozott, melytől 1666-ban Szatmár városa vette zálogba.
A szatmári béke után gróf Károlyi Sándor kapta meg, s még a 20. század elején is a Károlyi családé volt, mikor Károlyi Lajos volt birtokosa.
A Károlyi birtokra a 19. század elején sváb telepesek érkeztek Szabolcs megyéből, akik 1857-ben felépítették római katolikus templomukat is. Görög katolikus temploma 1842-ben épült.
1910-ben 1851 lakosából 1412 román, 252 német, 52 magyar, 39 más nemzetiségű volt.
A trianoni békeszerződés előtt Nagymadarász Szatmár vármegye Erdődi járásához tartozott.

## Nevezetességek
- Római katolikus temploma – 1857-ben épült.
- Görögkatolikus temploma – 1842-ben épült.